# Єремина (присілок)
Єре́мина (рос. Ерёмина) — присілок у складі Ірбітського міського округу Свердловської області.
Населення — 160 осіб (2010, 209 у 2002).
Національний склад населення станом на 2002 рік: росіяни — 99 %.